# Artur Szahinian
Artur Szahinian (orm. Արթուր Շահինյան; ur. 8 stycznia 1987) – ormiański zapaśnik walczący w stylu klasycznym. Brązowy medalista mistrzostw świata w 2018. Zdobył brązowy medal na mistrzostwach Europy w 2011 i 2013. Dwunasty w indywidualnym Pucharze Świata w 2020. Czwarty w Pucharze Świata w 2009. Drugi na MŚ juniorów w 2007 i na ME juniorów w 2006 roku.